# Залесе (Рицький повіт)
Залесе (пол. Zalesie) — село в Польщі, у гміні Рики Рицького повіту Люблінського воєводства.
Населення — 429 осіб (2011).
У 1975-1998 роках село належало до Люблінського воєводства.

## Демографія
Демографічна структура станом на 31 березня 2011 року:
|          | Загалом | Допрацездатний вік | Працездатний вік | Постпрацездатний вік |
| -------- | ------- | ------------------ | ---------------- | -------------------- |
| Чоловіки | 226     | 42                 | 162              | 22                   |
| Жінки    | 203     | 41                 | 118              | 44                   |
| Разом    | 429     | 83                 | 280              | 66                   |